# CDツイン ウキウキ♪♪どうよう
『CDツイン ウキウキ♪♪どうよう』（シーディーツイン ウキウキ♪♪どうよう）は、コロムビアミュージックエンタテインメントから発売されている2枚組の童謡のアルバム。2007年2月21日発売。

## 概要
- 子供に人気の童謡を、1枚30曲ずつ収録したCD2枚組、全60曲収録のアルバム。

## 収録曲

### Disc 1
- 規格商品番号は、COCX-34142。
- 1.もりのくまさん
  - 歌：山野さと子、森の木児童合唱団
- 2.アイアイ
  - 歌：林アキラ、森みゆき
- 3.ぞうさん
  - 歌：山野さと子、森の木児童合唱団
- 4.ちょうちょう
  - 歌：野田恵里子、森の木児童合唱団
- 5.ぶんぶんぶん
  - 歌：森の木児童合唱団
- 6.チューリップ
  - 歌：鳥海佑貴子、森の木児童合唱団
- 7.おはながわらった
  - 歌：鳥海佑貴子、森の木児童合唱団
- 8.ことりのうた
  - 歌：山野さと子
- 9.バナナのおやこ
  - 歌：林アキラ、森みゆき
- 10.おつかいありさん
  - 歌：濱松清香、林幸生、森の木児童合唱団
- 11.しゃぼん玉
  - 歌：山野さと子、森の木児童合唱団
- 12.おかあさん
  - 歌：鳥海佑貴子、土居裕子
- 13.雨ふり
  - 歌：山野さと子
- 14.あめふりくまのこ
  - 歌：山野さと子
- 15.かたつむり
  - 歌：益田恵、コロムビアゆりかご会
- 16.かえるのうた
  - 歌：橋本潮、森の木児童合唱団
- 17.めだかの学校
  - 歌：森の木児童合唱団
- 18.とんとんともだち
  - 歌：堀江美都子
- 19.こぶたぬきつねこ
  - 歌：神崎ゆう子、坂田おさむ
- 20.かわいいかくれんぼ
  - 歌：小村知帆、白井安莉紗
- 21.いぬのおまわりさん
  - 歌：土居裕子
- 22.あひるのスリッパ
  - 歌：真理ヨシコ
- 23.ねこふんじゃった
  - 歌：山野さと子
- 24.しまうまグルグル
  - 歌：林アキラ
- 25.メリーさんのひつじ
  - 歌：橋本潮、森の木児童合唱団
- 26.ふしぎなポケット
  - 歌：濱松清香
- 27.やぎさんゆうびん
  - 歌：山野さと子
- 28.とんぼのめがね
  - 歌：塩野雅子
- 29.うみ
  - 歌：野田恵里子、森の木児童合唱団
- 30.夕やけ小やけ
  - 歌：山野さと子 コーラス：森の木児童合唱団

### Disc 2
- 規格商品番号は、COCX-34143。
- 1.おもちゃのチャチャチャ
  - 歌：山野さと子、森の木児童合唱団
- 2.クラリネットをこわしちゃった
  - 歌：水木一郎
- 3.南の島のハメハメハ大王
  - 歌：堀江美都子 コーラス：こおろぎ'73
- 4.とんでったバナナ
  - 歌：森みゆき
- 5.ぼくのミックスジュース
  - 歌：林アキラ コーラス：スカッシュ
- 6.おなかのへるうた
  - 歌：森みゆき
- 7.おべんとうばこのうた
  - 歌：坂田おさむ、神崎ゆう子
- 8.アイスクリームのうた
  - 歌：山野さと子
- 9.ドロップスのうた
  - 歌：山野さと子
- 10.おへそ
  - 歌：田中真弓
- 11.あら どこだ
  - 歌：林アキラ、森みゆき
- 12.おばけなんてないさ
  - 歌：田中真弓
- 13.そうだったらいいのにな
  - 歌：林アキラ、森みゆき、瀬戸口清文、NHK東京放送児童合唱団
- 14.五匹のこぶたとチャールストン
  - 歌：森みゆき
- 15.あさ いちばんはやいのは
  - 歌：林アキラ
- 16.サッちゃん
  - 歌：真理ヨシコ
- 17.おはなしゆびさん
  - 歌：神崎ゆう子、坂田おさむ
- 18.手をたたきましょう
  - 歌：山野さと子、森の木児童合唱団
- 19.むすんでひらいて
  - 歌：岡沼明美、森の木児童合唱団
- 20.げんこつやまのたぬきさん
  - 歌：坂田おさむ、神崎ゆう子、天野勝弘、古今亭志ん輔、馮智英
- 21.大きな栗の木の下で
  - 歌：林幸生、鹿島かんな、森の木児童合唱団
- 22.どんぐりころころ
  - 歌：林幸生、森の木児童合唱団
- 23.山の音楽家
  - 歌：山野さと子
- 24.ドレミの歌
  - 歌：山野さと子、森の木児童合唱団
- 25.とけいのうた
  - 歌：野田恵里子、濱松清香、森の木児童合唱団
- 26.バスごっこ
  - 歌：岡田恭子、宍倉正信
- 27.汽車ぽっぽ
  - 歌：岡崎裕美
- 28.線路は続くよどこまでも
  - 歌：森の木児童合唱団
- 29.大きな古時計
  - 歌：仁科竹人
- 30.きらきらぼし
  - 歌：鹿島かんな、鳥海佑貴子